# Падар, Николетт
Николетт Падар (венг. Pádár Nikolett, род. 30 марта 2006, Сегед) — венгерская пловчиха, трёхкратная чемпионка Европы 2024 года в эстафетах.

## Карьера
Николетт Падар родилась 30 марта 2006 года в Сегеде, в Венгрии, и выступает за команду Szegedi Úszó Egylet на региональных и национальных соревнованиях. Тренируется в местном бассейне в Сегеде. Специализируется в плавание вольным стилем.
На юниорских чемпионате мира 2022 года в Лиме, стала обладательницей пяти золотых наград.
На взрослом чемпионате Европы дебютировала в 2022 году в Риме. Завоевала бронзовую медаль в эстафете 4 по 200 метров вольным стилем.
На чемпионате Европы 2024 года в Белграде на дистанции 100 метров вольным стилем стала бронзовым призёром, уступив победительнице 0,72 секунды. Также в эстафете 4 по 200 метров вольным стилем в составе венгерской команды стала обладателем серебряной медали.